# Pete Best

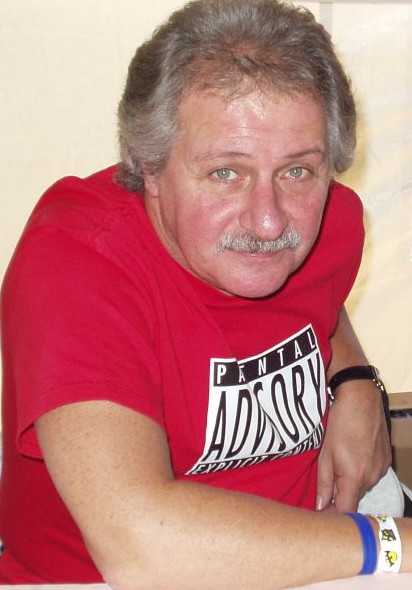
Pete Best

Pete Best, född 24 november 1941 i Madras i Indien, är en engelsk musiker. Best är mest känd som trumslagare i The Beatles mellan 1960 och 1962. The Beatles hade flera gånger spelat på klubben The Casbah Coffee Club som drevs av Mona Best, vars son Pete alltså erbjöds platsen som trummis.
Best fick sparken från The Beatles 1962 i samband med att bandet fick skivkontrakt. Han ersattes med Ringo Starr. The Beatles hade tidigare träffat Starr då han spelade i Rory Storm and The Hurricanes, ett annat band från Liverpool.